# Clarence (rivière)
Pour les articles homonymes, voir Clarence.
La Clarence est une rivière française des départements du Pas-de-Calais et Nord dans la région Hauts-de-France et un affluent de la Lys, donc un sous-affluent de l'Escaut.

## Géographie

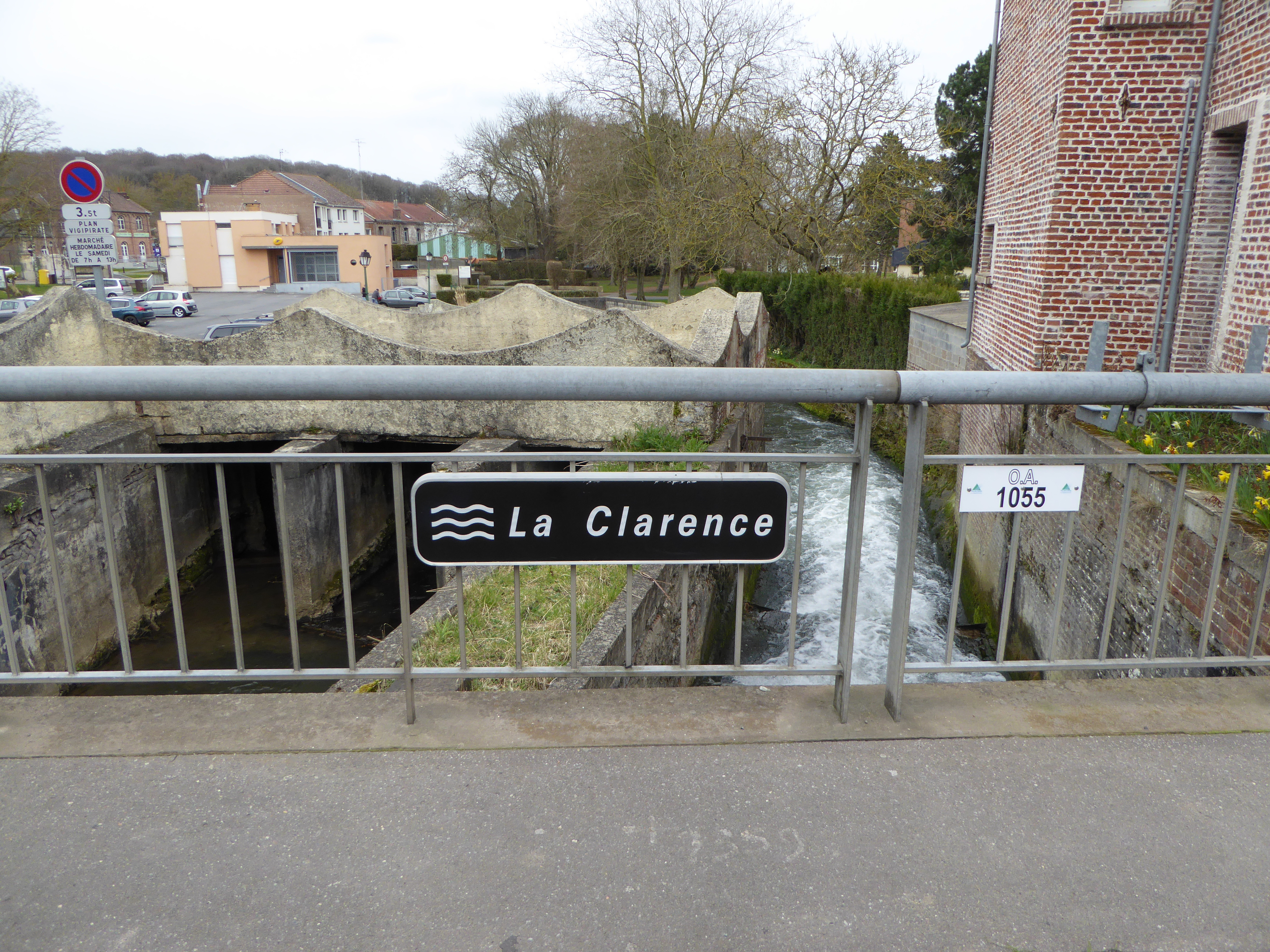
La Clarence à Lapugnoy.

La Clarence prend sa source au lieu-dit le Buich sur le territoire de la commune de Sains-lès-Pernes près du village de Sachin (Pas-de-Calais). Elle arrose dans l’ordre les communes de :
- Sachin,
- Pernes,
- Camblain-Châtelain,
- Calonne-Ricouart,
- Marles-les-Mines,
- Lapugnoy, Chocques,
- Gonnehem, Robecq,
- Calonne-sur-la-Lys,

et se jette dans la Lys au niveau de Merville après un parcours de 32,8 kilomètres.

## Affluents
La Clarence a deux affluents principaux, la Nave (21,9 km) qui prend sa source à Fontaine les Hermans et le Grand Nocq (11,3 km).

## Histoire
La rivière a donné son nom à une compagnie minière, la Compagnie des mines de La Clarence, fondée en 1894.